# Rancho Nuevo, San José Iturbide
Rancho Nuevo är en ort i Mexiko.   Den ligger i kommunen San José Iturbide och delstaten Guanajuato, i den centrala delen av landet, 220 km nordväst om huvudstaden Mexico City. Rancho Nuevo ligger 2 105 meter över havet och antalet invånare är 208.
Terrängen runt Rancho Nuevo är kuperad söderut, men norrut är den platt. Runt Rancho Nuevo är det ganska tätbefolkat, med 124 invånare per kvadratkilometer. Närmaste större samhälle är San José Iturbide, 2,5 km norr om Rancho Nuevo. Trakten runt Rancho Nuevo består till största delen av jordbruksmark.